# Ines Bluhm
Ines Bluhm ist eine deutsche Filmeditorin.

## Leben
Ines Bluhm begann ihre Karriere Anfang der 1980er Jahre als Schnittassistentin bei ostdeutschen Filmproduktionen wie Die lieben Luder, dem Trickfilm Hahn Weltherr oder diversen Folgen der Kriminalfilmreihe Polizeiruf 110. In der Folge Es ist nicht immer Sonnenschein hatte sie 1983 auch einen kurzen Schauspielauftritt als Mädchen. Nach dem Studium an der Hochschule für Film und Fernsehen „Konrad Wolf“ in Potsdam-Babelsberg übernahm Bluhm ab Mitte der 1980er Jahre auch hauptverantwortlich den Schnitt erster Filmproduktionen, wobei sie zunächst vor allem Dokumentarfilme schnitt. Ab den 1990er Jahren schnitt Bluhm auch Spielfilme wie Jens Beckers Filmkomödie Adamski oder Andreas Kleinerts Drama Neben der Zeit. Nach dem Schnitt von zwei Folgen der Fernsehreihe Tatort zeichnete Bluhm für den Schnitt zahlreicher Film- und Fernsehproduktionen verantwortlich. So schnitt sie seit dem Jahr 2012 über 100 Episoden der Fernsehserie SOKO Wismar. 2024 war Bluhm an der Produktion des Kinofilms Die Ermittlung von RP Kahl beteiligt.

## Filmografie (Auswahl)
- 1986: Täglich mit den Füßen auf märkischem Sand (Dokumentarkurzfilm)
- 1986: Die Primaballerina Monika Lubitz – ein Portrait (Dokumentarfilm)
- 1987: Wir brauchen eine Blume – Portrait der Primaballerina Jutta Deutschland (Dokumentarfilm)
- 1987–1988: Schauspielereien (Fernsehserie, 2 Episoden)
- 1987–1988: Der Staatsanwalt hat das Wort (Fernsehreihe, 3 Episoden)
- 1990: Grauguß (Dokumentarkurzfilm)
- 1991: November (Dokumentarkurzfilm)
- 1991: Ich war so nah... (Dokumentarfilm)
- 1991: Gebrochen Deutsch (Dokumentarkurzfilm)
- 1991: Fremd Verkehr (Dokumentarkurzfilm)
- 1991: Elke und Amerika (Dokumentarfilm)
- 1992: Paris-Neues Deutschland (Dokumentarkurzfilm)
- 1992: Lebenslinie (Dokumentarfilm)
- 1992: Angst/Macht/Gewalt (Dokumentar-Mehrteiler)
- 1993: Adamski
- 1993: Rainer Eppelmann (Dokumentarfilm)
- 1994: Unter deutschen Dächern – Das soll Liebe sein? (Dokumentarfilm)
- 1995: Träume (Dokumentarfilm)
- 1995: The Best Of (Dokumentarfilm)
- 1995: Neben der Zeit
- 1996: Katrin und Wladimir (Fernsehfilm)
- 1996: Tatort: Tod im Jaguar (Fernsehfilm)
- 1996: Tatort: Krokodilwächter (Fernsehfilm)
- 1998–2002: Im Namen des Gesetzes (Fernsehserie, 11 Episoden)
- 1999: Ausgerechnet Mallorca (Dokumentarkurzfilm)
- 2000: Alle Kinder brauchen Liebe (Fernsehfilm)
- 2000–2004: Dr. Sommerfeld – Neues vom Bülowbogen (Fernsehserie, 43 Episoden)
- 2001: Happy Birthday (Fernsehserie, 7 Episoden)
- 2003: Ein himmlischer Freund (Fernsehfilm)
- 2005–2008: Hallo Robbie! (Fernsehserie, 19 Episoden)
- 2009–2010: Meine wunderbare Familie (Fernsehserie, 3 Episoden)
- 2012–2024: SOKO Wismar (Fernsehserie, 100 Episoden)
- 2014–2016: Ein Fall von Liebe (Fernsehserie, 8 Episoden)
- 2016–2017: SOKO+ Wismar (Fernsehserie, 19 Episoden)
- 2017: SOKO Wismar – Bittere Weihnachten (Fernsehfilm)
- 2020: Die Küstenpiloten (Fernsehserie, 2 Episoden)
- 2020: SOKO Wismar – Nach der Ebbe kommt der Tod (Fernsehfilm)
- 2022: Die Kanzlei (Fernsehserie, 3 Episoden)
- 2023–2024: WaPo Berlin (Fernsehserie, 4 Episoden)
- 2024–2025: Der Bergdoktor (Fernsehserie, 2 Episoden)